# Grimaldo
Grimaldo ist ein männlicher Vorname sowie ein Familienname.

## Namensträger

### Vorname
- Grimaldo González (1922–2007), peruanischer Fußballspieler

### Familienname
- Alejandro Grimaldo (* 1995), spanischer Fußballspieler
- Joao Grimaldo (* 2003), peruanischer Fußballspieler
- José de Grimaldo († 1733), spanischer Politiker und Ministerpräsident